# Хлопковский сельсовет
Хлопковский сельсовет — упразднённая административно-территориальная единица, существовавшая на территории Московской губернии и Московской области до 1939 года.
Хлопковский сельсовет был образован в первые годы советской власти. По данным 1919 года он входил в состав Спасской волости Бронницкого уезда Московской губернии.
По данным 1926 года в состав сельсовета входил 1 населённый пункт — деревня Хлопки.
В 1929 году Хлопковский с/с был отнесён к Воскресенскому району Коломенского округа Московской области. При этом к нему был присоединён Маришкинский с/с.
17 июля 1939 года Хлопковский с/с был упразднён, а все его территория передана в Чемодуровский с/с.